# Сасунская самооборона (1904)
Сасунская самооборона 1904 года (Сасунское восстание 1904 года, арм. Սասունի երկրորդ ապստամբութիւնը) — одно из наиболее крупных армянских восстаний против турецкого ига, происшедшее зимой-весной 1904 года в горной области Сасун (Битлисский вилайет) Османской империи.

## Подготовка восстания
Сасун, уже подвергшийся резне в 1894 году и тогда же организовавший самооборону, являлся одним из центров партизанское деятельности армянских фидаев. Одновременно, не прекращались нападения турок и курдов на местные армянские деревни. Многие армяне были вынуждены для спасения жизни принимать ислам.
Весной 1902 года в Сасун был послан уполномоченный партии Дашнакцутюн Ваган Манвелян с целью прекратить мелкие стычки, только раздражающие турок, и заняться концентрацией сил для большого восстания. Руководителями восстания были назначены Ваган и местный уроженец Грайр Джохк. Эта концентрация продолжалась на протяжении 1902—1903 годов. В мае 1903 года в Сасун прибыла боевая группа Горгоша «Маррик». Ваган и Грайр сочли это недостаточным и обратились к Восточному бюро партии с просьбой прислать новые силы; в сентябре была выслана группа из 150 фидаев во главе с Ханом и Оником. Однако при переходе персидско-турецкой границы она была окружена турецкими войсками с артиллерией и почти полностью уничтожена. Состоявшийся в феврале 1903 года в Софии III съезд Дашнакцутюн постановил передать в распоряжение Сасунского комитета целый ряд боевых групп.
К этому времени подступы к Сасуну были блокированы дивизией 4-го армейского корпуса (8 батальонов, впоследствии это число дошло до 14 батальонов; всего до 10 тысяч солдат и полицейских, а также 6-7 тысяч иррегулярной курдской конницы) под командованием Кёсе бинбаши. С армянской стороны было около 200 фидаев под командованием Вагана, Грайра, Андраника и Геворга Чауша. Кроме них, в самообороне должны были принять участие крестьяне 21 деревни, также вооруженные, но неопытные в военном деле — всего защитники Сасуна насчитывали до тысячи человек. Андраник предлагал поднять всеобщее восстание в Армении, что заставило бы турок рассредоточить силы; Грайр со своей стороны возражал, что армянское восстание, не поддержанное другими народами Османской империи, будет обречено, и предлагал сосредоточиться на обороне Сасуна.

## Первые акции сасунцев
Первую боевую акцию предпринял Геворг Чауш против местного курдского аги Кор Сло, для предотвращения нападения курдов на пять армянских деревень, находившиеся среди населенной курдами территории. С помощью групп Мурада Себастаци и Сейто 17 января он напал на курдов, которые вместе с турецкими войсками отступили в Пасур. После этого Геворг, ввиду невозможности защиты этих деревень, велел жителям переселиться в Ишханадзор, сами же деревни разорил. При известии об этом, со своей стороны, Сейто напал на курдского вождя Салиха, известного своей жестокостью в отношении армян, взял его в плен и собственноручно расстрелял, после чего также отступил в Ишханадзор.

## Дипломатические усилия
Одновременно армяне (именно, Западное бюро Дашнакцутюн и католикос) пытались организовать дипломатическое давление держав на Турции. Католикос выступил с обращением к великим державам. Английский и французский послы в Стамбуле предприняли демарши перед султаном (русский посол отказался участвовать в защите армян). Султан ответил, что в Сасун будут посланы войска для защиты населения от грабежей и насилия. Тогда послы предложили султану начать переговоры с восставшими с тем, чтобы они мирно оставили Сасун, вызвавшись выступить в качестве посредников. Однако русский консул затянул поездку, и когда послы прибыли на место, военные действия были уже в разгаре.

## Начало обороны
К 20 марта турки завершили подготовку к наступлению на восставшую область. Войсками был разграблен ряд пограничных деревень. Деревни, согласно приказу Грайра, не сопротивлялись. Местных жителей бросили в тюрьму и подвергли пыткам, но выяснить что-то о силах восставших так и не смогли.
Руководство у армян было распределено следующим образом: оборону района Алианк и Шеник возглавлял Грайр, Андраник, находясь в селе Тапык, должен был препятствовать продвижению неприятеля на Гелиегузан, Геворг Чауш защищал Ишханадзор, а Мурад Себастаци, Акоп Котоян и Макар Спаганци — район Чайи Глух.
2 апреля турки предприняли первый штурм при поддержке горной артиллерии. Штурм был отбит. 10 апреля в район прибыл вали Битлиса с значительными воинскими силами, сопровождаемый армянскими епископами Битлиса и Муша. 11 апреля был предпринят второй штурм. Около 7 тысяч турецких всадников ворвались в деревню Шеник, но армяне сомкнулись у них в тылу, и турки оказались зажатыми между армянскими позициями спереди и справа и заснеженными горами слева. После четырехчасового боя турки побросали лошадей и оружие и бежали в горы, преследуемые армянами. 12 апреля к армянам был прислан настоятель монастыря Сурб Аракелоц Аракел с указом (кондаком) католикоса, рекомендующим армянам сдаться в обмен на султанскую амнистию. Руководители восстания заявили, что дадут ответ завтра, и воспользовались отсрочкой для того, чтобы этой ночью переселить население ряда окрестных деревень в Гелиегузан (Кэлюкизан) и сжечь сами деревни. Со своей стороны, турки также не воспринимали переговоры всерьез и на рассвете 13 апреля, не дожидаясь ответа армян, начали новое наступление.

## Атака 13 апреля
Защитники разбились на две группы: одна, под руководством Сепуха и Мурада Себастаци, двинулась в направлении Брлика, другая, под руководством Грайра, поднялась в горы. Турки, в количестве 8 рот и 4000 курдских всадников, ворвались в Гелиегузан; Грайр был убит в начале сражения. Началась ожесточенная рукопашная схватка; в момент, когда дело армян казалось уже потерянным, с восточной стороны деревни появился со своей группой Андраник и ударил во фланг и тыл туркам. Турки бежали, потеряв, по газетным сообщениям, до 136 человек убитыми; у армян было 7 убитых и 8 раненых.

## Поражение восстания
14 апреля турки, получив подкрепление, предприняли новую атаку, однако её быстро отбили армяне. Следующие несколько дней прошли относительно спокойно. 16 апреля жители Ишханадзора отступили в Талворик; турки попытались перерезать им дорогу, но благодаря упорному сопротивлению и помощи отряда из Талворика ишханадзорцам удалось прорваться. 17 апреля была предпринята новая атака, также отбитая. 20 апреля турки окружили Гелиегузан и подвергли его массированному артиллерийскому обстрелу. Видя невозможность держаться дальше, фидаи во главе с Андраником ночью также отступили в Талворик. Жители (до 20 тысяч — население пяти эвакуированных деревень) бежали частью в горы, частью на Мушскую равнину, подвергнувшись беспощадной резне. Талворик сопротивлялся до 6 мая и пал, когда к туркам подошли подкрепления. 200 фидаев между Талвориком и Гелиегузаном продержались до 14 мая и сумели уйти, наведя мост. Победа турок сопровождалась массовым кровопролитием. По разным оценкам было убито от 3 до 8 тысяч человек и разрушено 45 деревень. Чтобы скрыть следы резни от европейских консулов, вали Битлиса приказал разрезать трупы на куски и бросить их в реку Тигр.

## Попытка деарменизации Сасуна
Султан объявил, что запрещает возвращение армян в Сасун. Однако это вызвало резкий протест представителей держав, и султан был вынужден уступить: под наблюдением и охраной консулов 6000 сасунцев вернулись в родные места.